# Hansa-Lloyd
Hansa-Automobil Gesellschaft mbH fue una marca de automóviles alemana establecida en 1905, que en 1914 se fusionó con Norddeutsche Automobil und Motoren AG (NAMAG), para formar Hansa-Lloyd-Werke AG. De 1929 a 1931 pasó a manos del grupo Borgward. Hansa tenía su sede en Hastedt, a las afueras de Bremen.

## Historia

### Fundación

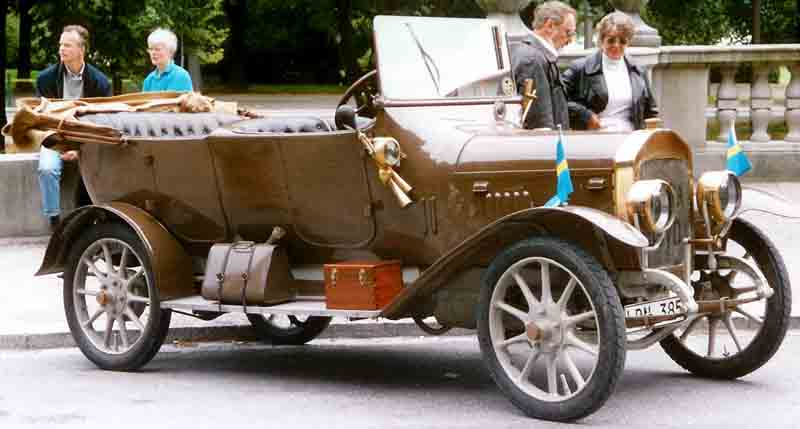
1914 Hansa-Lloyd tipo L 6/20 PS doppelphaeton

Los primeros coches producidos por la compañía fueron vehículos eléctricos Kriéger, fabricados bajo licencia a partir de 1905. Los modelos con motor de gasolina se introdujeron en 1908 con un propulsor de 3685 cc, pero se fabricaron pocas unidades. El ingeniero eléctrico belga, Paul Mossay, trabajó para la compañía durante cuatro años como ingeniero jefe, diseñando motores y vehículos eléctricos. En 1914, la empresa se fusionó con Lloyd para convertirse en Hansa-Lloyd Werke AG. La compañía continuó cambiando de nombre y distintivo en varias ocasiones y nunca tuvo una base financiera sólida.

### Años de entreguerras
La mayoría de los automóviles Hansa/Lloyd fabricados durante este período se vendieron como Hansa, con el nombre Hansa-Lloyd principalmente asociado a vehículos comerciales, con la excepción del Treff-Aß y el Trumpf-Aß. En 1929, la empresa se integró en el grupo Borgward después de la compra de Hansa por Carl F. W. Borgward, y cesó la producción de automóviles.

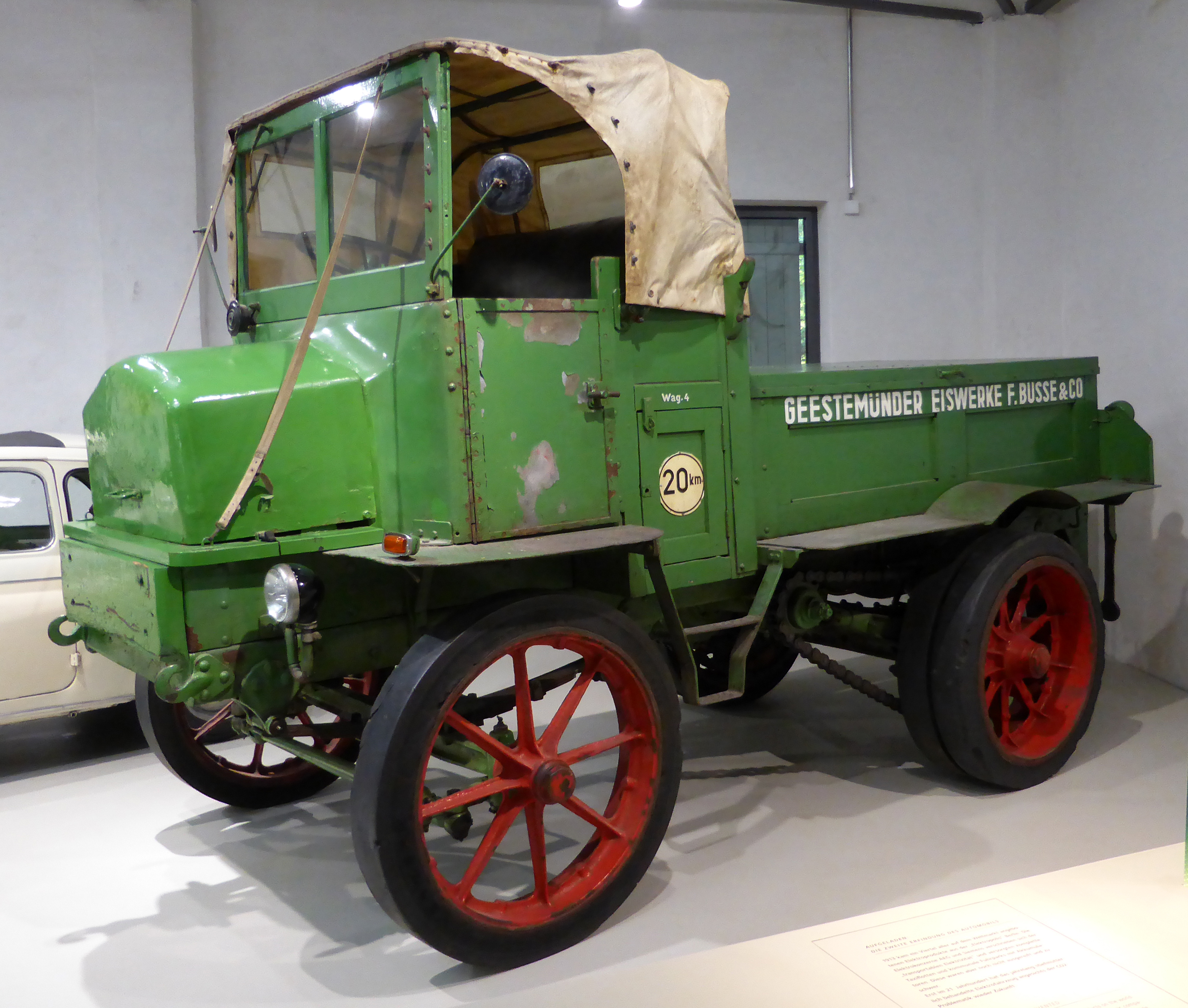
Camión eléctrico Hansa-Lloyd DL 5 (1935)

El fundador de Hansa-Automobilwerke, Robert Allmers, permaneció al frente de la empresa durante la década de 1920, además de ser el fundador de la "Gemeinschaft der Deutschen Automobilfabriken" (Asociación de Fabricantes de Automóviles Alemanes, GDA). La GDA incorporó a los fabricantes de camiones N.A.G., Hansa-Lloyd y al fabricante de automóviles económicos Brennabor (y más adelante también a Helios Automobilbau y a los fabricantes de vagones de ferrocarril Hawa), pero nunca pudieron fusionar o simplificar con éxito las operaciones de las diversas empresas. Cuando la producción de automóviles se reanudó después de la Primera Guerra Mundial, el único modelo de Hansa-Lloyd era el Treff-Aß, un automóvil robusto, aunque algo anticuado, basado en diseños de antes de la guerra. Su motor era un cuatro cilindros de 4 litros que producía 60 CV (44 kW). Sin embargo, Allmers estaba decidido a fabricar un automóvil moderno de alta gama y en 1922 ordenó a los ingenieros de Hansa-Lloyd que desarrollaran un automóvil con motor de ocho cilindros que incorporara los últimos avances técnicos. En el Salón del Automóvil de Berlín en el otoño de 1923, se presentó el nuevo 16/80 con un motor de ocho cilindros en línea de 4.2 litros. Por razones desconocidas, aunque una serie de huelgas en 1924 pudieron haber tenido algo que ver, el automóvil nunca llegó a ser producido en serie, y la compañía se apoyó en ventas estables del resistente 18/60 y se centró en el desarrollo de una camioneta ligera completamente nueva.

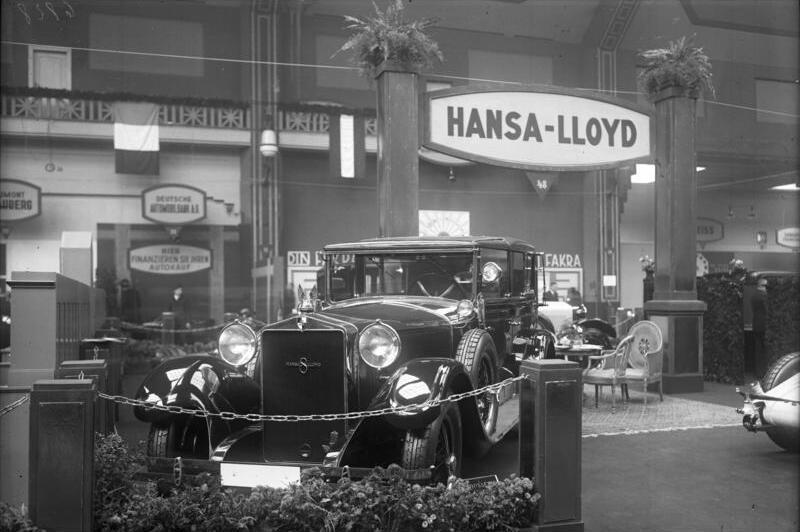
Hansa-Lloyd 20/100 Trumpf-Aß en el Salón del Automóvil de Berlín de 1928

Sin embargo, Allmers no había renunciado a su sueño de producir un automóvil de lujo, y en 1924 contrató a un ingeniero italiano llamado Pellegretti procedente de Isotta Fraschini. Pellegretti desarrolló un automóvil nuevo, más potente y algo más grande que se presentó en el Salón de Berlín de 1925. El nuevo Hansa-Lloyd 18/100 Trumpf-Aß de 8 cilindros y 4.6 litros disponía de una potencia de 100 CV (74 kW) y de una distancia entre ejes de 3550 mm (139,8 plg). El imponente nuevo automóvil era tan bueno como cualquier otro fabricado en Alemania en ese momento, pero el costo de desarrollo y las minúsculas cifras de producción ayudaron a que Allmers fuera gradualmente apartado de la dirección ejecutiva de la compañía a finales de la década de 1920. A pesar de las pequeñas ventas, el modelo Trumpf-Aß experimentó un desarrollo continuo durante su ciclo de producción: en 1927 o 1928 el motor se amplió de 4630 a 5220 cm³ (282,5 a 318,5 plg³), el nombre cambió en consecuencia a 20/100, mientras que la distancia entre ejes aumentó a 3640 mm (143,3 plg) en 1928 y a 3750 mm (147,6 plg) en 1929. Después de la adquisición por parte de Borgward, la producción del modelo de ocho cilindros terminó en 1930, coincidiendo con la Gran Depresión. El grupo Borgward también pasó a gestionar la producción del automóvil de ocho cilindros Hansa A8 17/95PS fabricado por Varel, propulsado por un motor Continental de origen estadounidense. Los últimos coches 20/100 continuaron vendiéndose en 1931 como "Hansa Imperator", y estaban equipados con un motor de 5,8 litros.

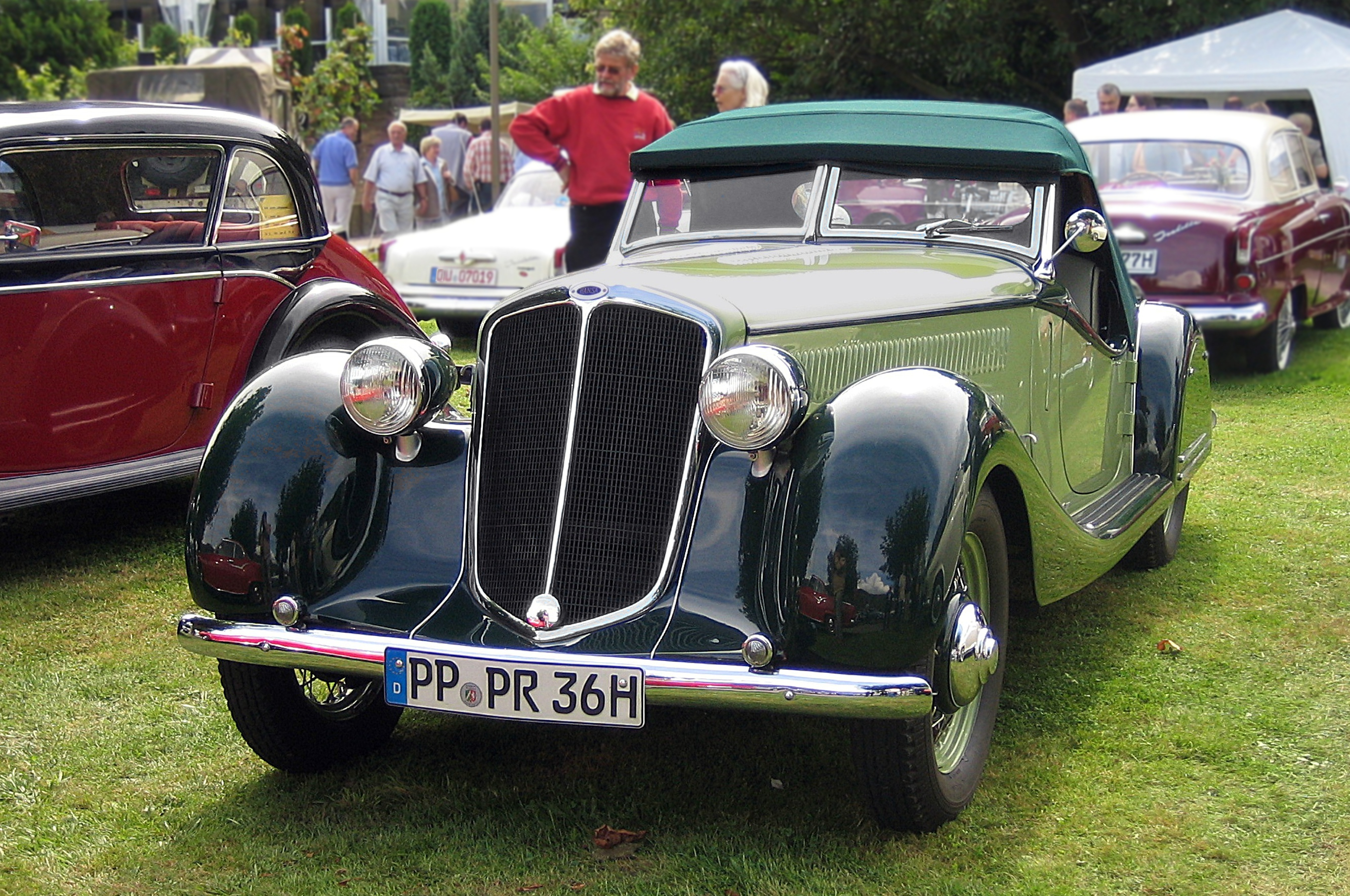
Hansa 1700 Sport

La fábrica de Hansa-Lloyd estaba ubicada frente a la propia factoría Goliath de Borgward de la Föhrenstrasse en Bremen-Hastedt. La gama de camiones Hansa-Lloyd complementó la gama Goliath, mientras que la compra también permitió a Carl Borgward cumplir su sueño de producir sus propios coches. Carl Borgward detuvo la producción de automóviles de lujo de Hansa-Lloyd, pero a partir de 1933 la marca "Hansa" se convirtió en el nombre de varios modelos de automóviles de pasajeros de Borgward. Se introdujeron el Hansa Konsul y el Hansa Matador y poco después los pequeños Goliath Pionier y 500 derivados del Hansa 400 con motor trasero.

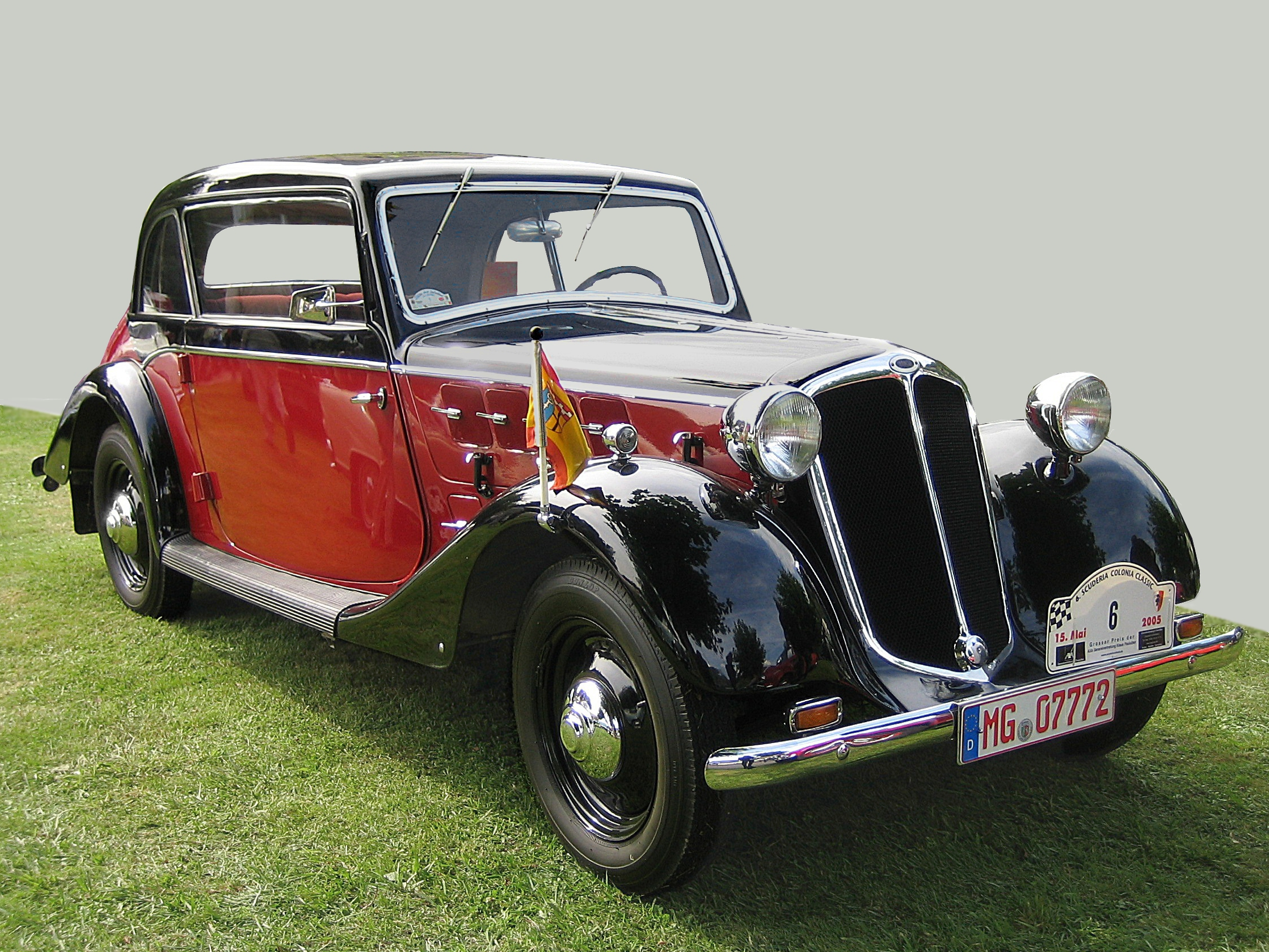
Hansa 1100 de 1937

En abril de 1933 se abolieron las normas fiscales que favorecían a los coches pequeños como el Hansa 400, de forma que la producción de los modelos más pequeños de bajas ventas se interrumpió poco después. En su lugar, Borgward decidió producir el nuevo sedán Hansa 1100 con carrocería de acero, motor de cuatro cilindros y dos puertas o cuatro puertas; y luego el 1700 y el 2000 con motor de seis cilindros. A partir de 1939, el 2000 llevó la marca Borgward. El nombre Hansa comenzó a eliminarse gradualmente, convirtiéndose en Hansa Borgward, luego Borgward Hansa y finalmente simplemente en Borgward.
Hasta 1937, la marca Hansa-Lloyd se utilizó en varios vehículos comerciales (camiones y autobuses), desde el "Express" de una tonelada hasta el "Merkur" de cinco toneladas. Estos modelos fueron reemplazados en gran parte por vehículos de la marca Borgward, con algunos modelos vendidos solo con el distintivo "Hansa" todavía en 1938.
Durante la Segunda Guerra Mundial, la fábrica de Bremen quedó completamente destruida.

### Posguerra

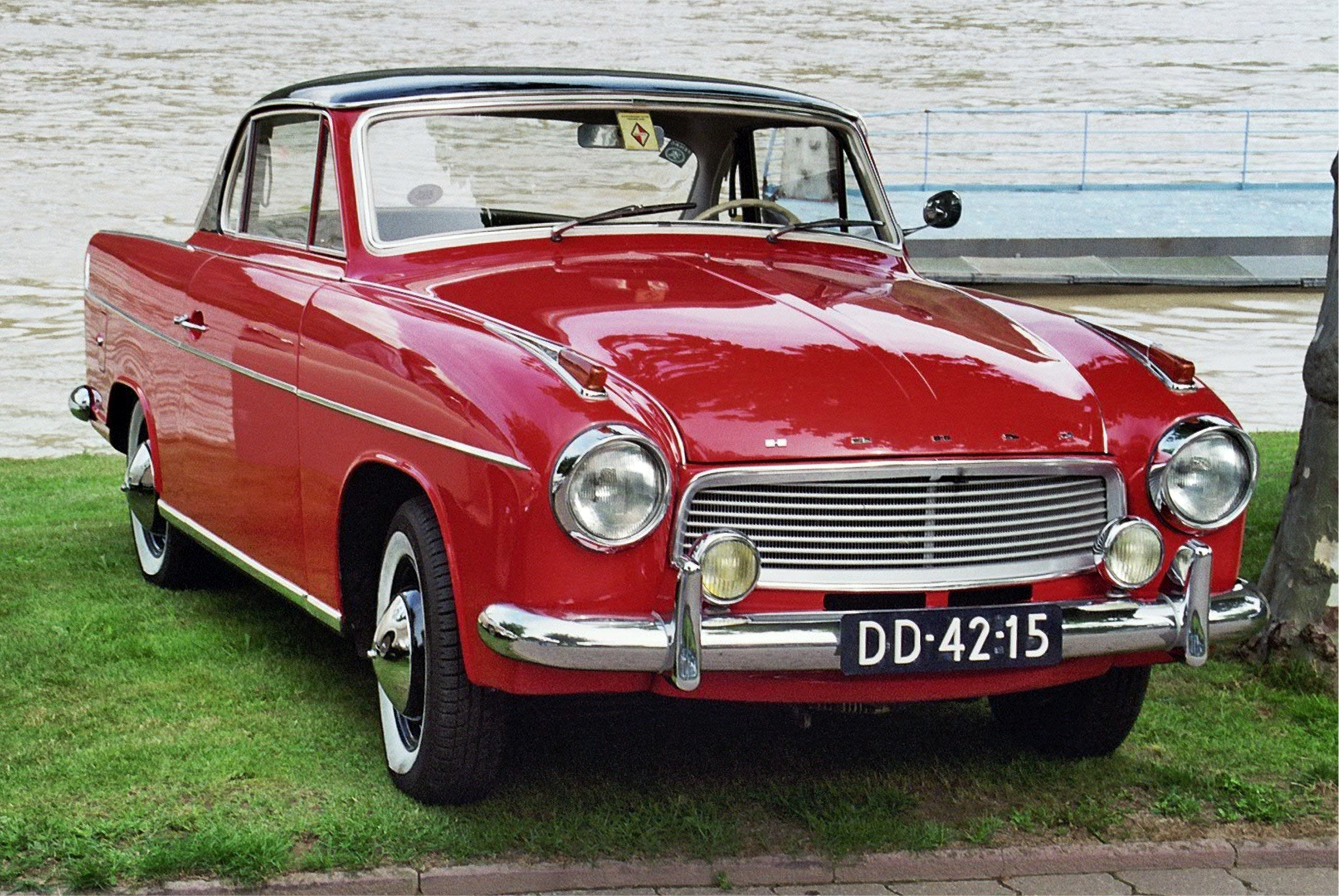
Hansa 1100 Cupé

El Borgward Hansa 1500, vendido a partir de 1949 en adelante, fue el primer automóvil de nueva construcción vendido en Alemania tras la guerra, seguido por el sedán fastback grande Borgward Hansa 2400 en 1952. Desde 1958, durante los últimos tres años de producción, el antiguo automóvil Goliath 1100 se vendió bajo la marca Hansa 1100, hasta que el grupo Borgward colapsó en 1961.